# 比海夫 (蒙大拿州)
比海夫（英語：Beehive）是位於美國蒙大拿州斯蒂爾沃特縣的非建制地區。

## 歷史
比海夫的郵局於1910年設立，其後於1953年停運。

## 地理
比海夫所處的海拔為高於海平面1411米（即4629英呎），而該地所採用的時區為UTC-6，即北美山地時區（MST）。同時該地設有夏令時間，為UTC-7調快一小時，即UTC-6（MDT）。